# Rosario (catolicismo)

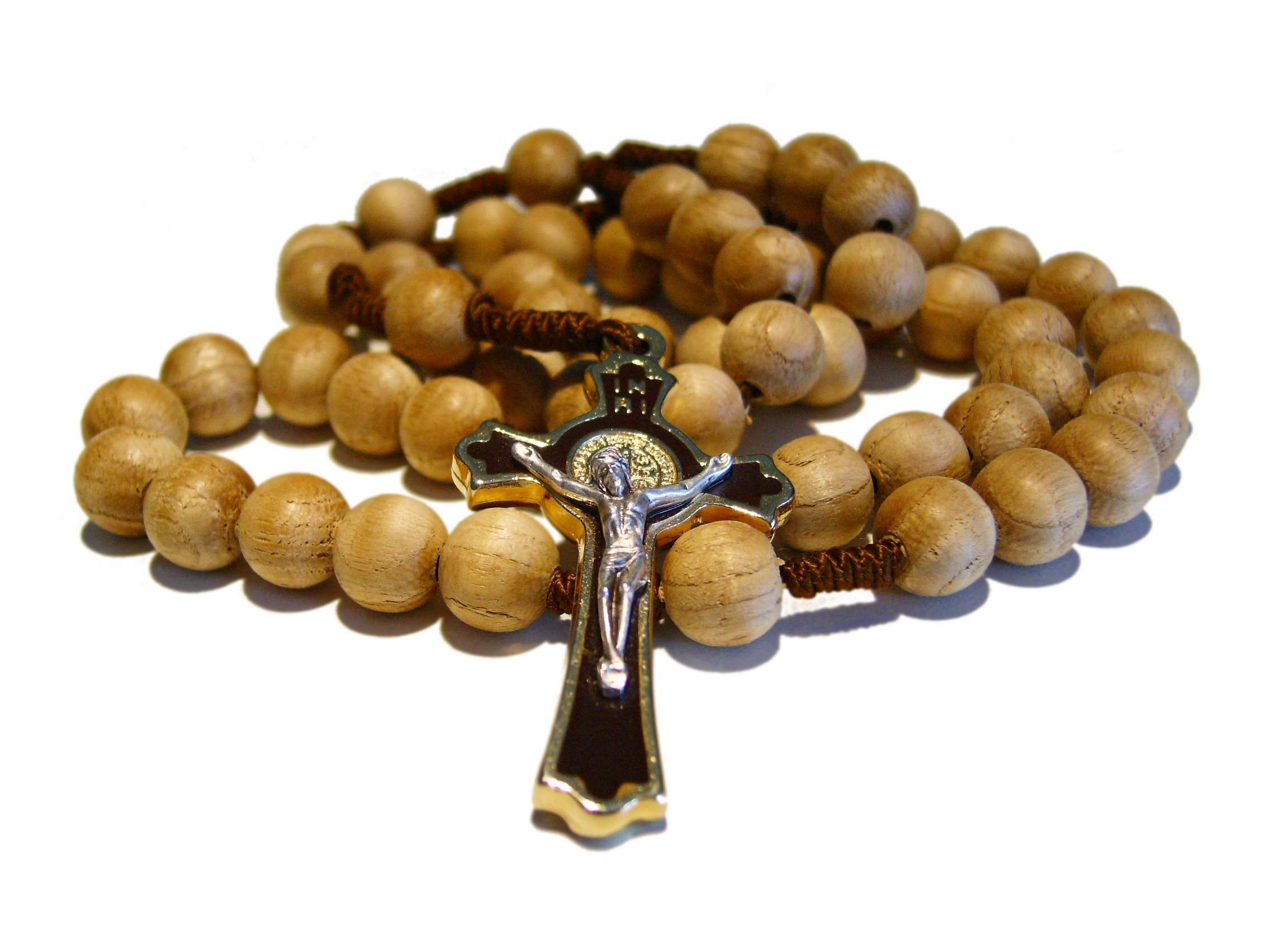
Rosario católico de cuentas de madera, con una medalla de san Benito en el centro de la cruz. La crítica histórica atribuye a la Orden de San Benito el punto de origen del rezo del rosario.

El rosario (del latín medieval rosarium, y este del lat. rosarium ‘rosaleda’) es un rezo tradicional católico que conmemora veinte misterios (quince en la forma tradicional) de la vida de Jesucristo y de la Virgen María, recitando después de anunciar cada uno de ellos un padre nuestro, diez avemarías y un gloria al Padre. Es frecuentemente designado como Santo Rosario por los católicos. «La Iglesia ha reconocido siempre una eficacia particular al Rosario, confiándole, mediante su recitación comunitaria y su práctica constante, las causas más difíciles»; San Juan Pablo II dijo: «Por medio del rosario los fieles reciben abundantes gracias, desde las mismas manos de la Madre del Redentor».
También se llama «rosario» a la sarta de cuentas que se utiliza para rezar el mismo. Las cuentas están separadas cada diez por otras de distinto tamaño y la sarta está unida por sus dos extremos a una cruz.

## Inicios del rosario
En los orígenes del rosario católico se entrelazan tradiciones antiguas de la oración del Oriente y del Occidente cristianos. El rosario tiene sus raíces en el siglo IX, cuando el modo de honrar a María (madre de Jesús) en Oriente comienza a ser conocido en Occidente. Se trata de la repetición de aclamaciones y alabanzas que aparecen en el Evangelio de Lucas (el saludo del ángel Gabriel a María en Lucas 1, 26-28; y el saludo de Isabel a María en Lucas 1, 42) hasta conformar el avemaría junto con un rico conjunto de himnos y oraciones propias de las liturgias orientales. Entre las influencias más destacadas se encuentra la traducción al latín del Akáthistos a la madre de Dios, un himno de la liturgia oriental griega de finales del siglo VI que medita sobre el misterio de la maternidad divina de María.
André Duval citó a Thomas Esser, quien refirió la existencia de un manuscrito de 1501 conservado en la biblioteca de Múnich, en el que se indica que el rosario tuvo su origen primero en la Orden de San Benito, y que posteriormente se consolidó por obra de la Orden de los Cartujos, y se expandió por acción de los dominicos. En los monasterios se solían recitar los 150 salmos (el salterio de David, ya recitado por los judíos) en el Breviario monástico, pero a los fieles o hermanos que no eran sacerdotes ni monjes, al no poder seguir esta devoción (porque en su mayoría no sabía leer) se les enseñó una práctica más sencilla: la de recitar 150 avemarías. Esta devoción tomó el nombre de «Salterio de la Virgen».
La popularidad y desarrollo del rosario se produjo en el siglo XIII, durante la oposición al movimiento albigense o catarismo. Los cátaros o albigenses no reconocían ningún dogma relacionado con la Virgen María y se negaban a venerarla. Ante los enfrentamientos entre católicos y albigenses, Domingo de Guzmán, fundador de la orden de los Predicadores (más conocidos como dominicos), parece haber promovido en sus misiones el rezo de una forma primitiva del rosario. Al ser los dominicos una orden de predicadores y estar siempre en medio del pueblo, su devoción se hizo popular, generando la aparición de cofradías y grupos de devotos por doquier, junto con relatos de milagros que acrecentaron su fama. Aunque la devoción decayó durante el siglo XIV, la orden de los Predicadores siguió fomentándola.
El beato Alano de la Roca fue el encargado de hacerla resurgir, tarea seguida por Jacobo Sprenger, prior del convento de los dominicos en Colonia (Alemania). Para el siglo XVI ya estaba con su forma manejada hoy: Contemplación de los «misterios», credo, padrenuestro y avemaría como oraciones principales y las cuentas o granos como medio de llevar la oración.
Sobre el avemaría es preciso señalar que la segunda mitad de la oración fue añadida a la primera en el siglo XIV, pero su uso se hizo universal cuando el papa Pío V promulgó el Breviario Romano y mandó que se rezase al principio de cada hora del Oficio Divino, después del padrenuestro. 
Fue la batalla de Lepanto la que causó que la Iglesia católica celebrara una fiesta anual al rezo del rosario, ya que el papa Pío V atribuyó la victoria de los cristianos sobre los turcos a la intercesión de la Virgen María mediante el rezo del rosario. La fiesta fue instituida el 7 de octubre. Primero se la llamó «Nuestra Señora de las Victorias», pero el papa Gregorio XIII modificó el nombre de la solemnidad por el de «Nuestra Señora del Rosario». 

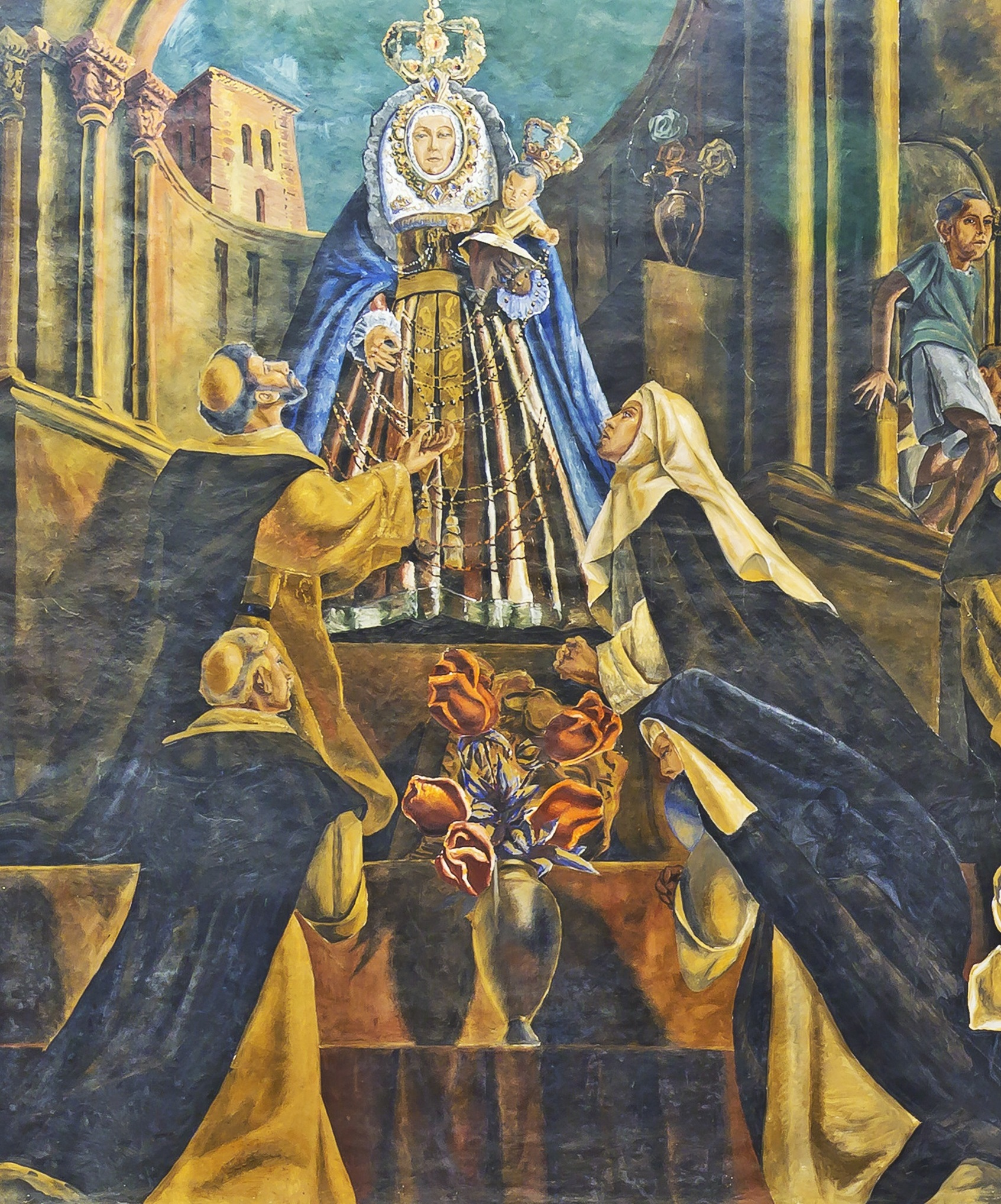
En este fresco ubicado en la Iglesia de Santo Domingo de Guzmán en San Cristóbal de La Laguna (Tenerife, España), aparece representada la Virgen del Rosario entregando el Santo Rosario a Domingo de Guzmán. En la escena también aparecen Pedro de Santa María de Ulloa, Catalina de Siena y la siervita de Dios María de Jesús de León y Delgado.

Un fenómeno muy importante en torno a esta devoción fue el de los rosarios públicos o callejeros, que surgieron en Sevilla en 1690 y se extendieron muy pronto por España y sus territorios americanos. Eran cortejos precedidos por una cruz, que contaban con faroles de mano y faroles de asta para alumbrar los coros, y que estaban presididos por la insignia mariana denominada Simpecado. Fue la principal referencia de la devoción y en Sevilla llegó a haber en el siglo XVIII más de ciento cincuenta cortejos que diariamente hacían su estación por las calles rezando y cantando las avemarías y los misterios. Los domingos y festivos salían de madrugada o a la aurora. Al principio eran masculinos, pero ya en el primer tercio del XVIII aparecieron los primeros rosarios de mujeres que salían los festivos por la tarde.
Según la tradición católica, en Fátima (Portugal), en 1917, a tres pequeños pastores se les apareció la Virgen María, quien les reveló que cada vez que se reza un avemaría es como si se le ofreciera una rosa, de tal suerte que cada rosario completo sería una corona de rosas (concepto que había sido mencionado tiempo atrás por Luis María Grignion de Montfort en su obra Secreto admirable del Santo Rosario). 
El 16 de octubre de 2002, el papa Juan Pablo II promulgó la Carta Apostólica Rosarium Virginis Mariae, en la que consideró oportuna la adición de cinco nuevos misterios al rosario, los misterios luminosos.

## Corona del rosario
La corona del rosario (o camándula, como se le conoce en algunos países) está formada por cincuenta cuentas en grupos de diez (conocidos como «decenas»), con una cuenta más gruesa entre cada decena, o bien una cuenta algo más separada de las de las avemarías. La ristra se cierra en sus extremos, enganchándose estos simplemente, o a una placa de intersección. La placa suele tener forma triangular o semejante, con el vértice hacia abajo, del que, por lo general (pero no siempre, sobre todo en rosarios antiguos) sale un tramo de comúnmente cinco cuentas (1, 3, 1), siendo algo mayores las extremas, como las de los padrenuestros. De la última sale un enlace del que cuelga un Crucifijo, o una cruz (frecuente en la antigüedad, desde el siglo XVIII hacia atrás). Antiguamente se usaba también una medalla en vez de la Cruz. Estas cinco cuentas pueden simbolizar las cinco llagas de Jesucristo y se utilizan para las oraciones adicionales rezadas antes, o bien después de los misterios. Hay coronas o rosarios completos, es decir, de ciento cincuenta cuentas más 15 (de padrenuestros) más quince (de Gloria Patri), más cinco (o tres) adicionales. Para fabricar las cuentas se utilizaban semillas de caoba o incluso perlas reales, pero en la actualidad se fabrican, también, de materiales artificiales. En el pasado eran comunes los rosarios hechos con huesos de aceitunas, que se tomaban como una alusión a los olivos del huerto de Getsemaní.
Tradicionalmente se recitaban quince decenas, número que fue aumentado a veinte con la inclusión en el año 2002 de los «misterios luminosos». Cada una, como ya se mencionó anteriormente, corresponde a uno de los «misterios» de la Redención.

## Misterios del Santo Rosario
Cada serie de misterios comprende cinco temas distintos para la meditación, cada uno de los cuales representa un momento de la vida de Jesús y de la Virgen María, la madre de Jesús. El rosario representa las rosas, a modo de oración que son ofrecidas a la Virgen María, en sus distintas etapas de la vida a modo de misterios. 

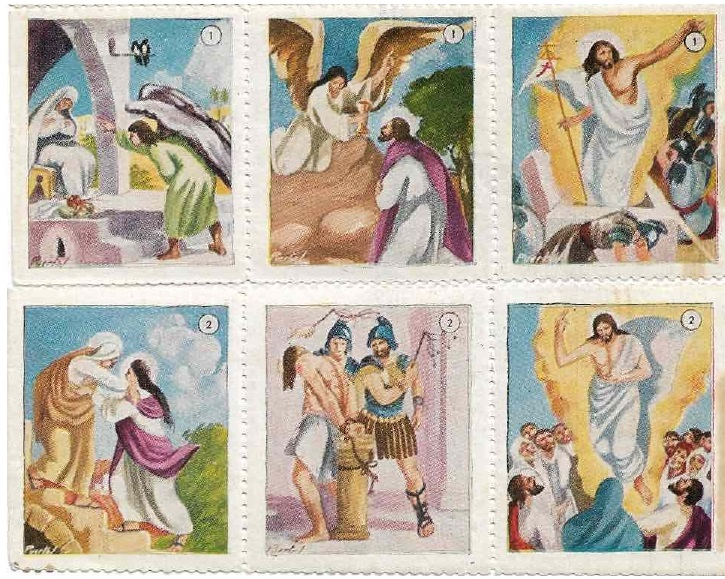
Fragmento de los misterios del rosario por Francisco Puertas. Colección de sellos editada en México (h. 1960)

Tradicionalmente, el rosario estaba dedicado a una de tres series de «misterios» que debían ser recitados secuencialmente, uno por cada noche. Según aquella praxis corriente, el lunes y el jueves estaban dedicados a los «misterios gozosos», el martes y el viernes a los «dolorosos», el miércoles, el sábado y el domingo a los «gloriosos».
El 16 de octubre de 2002, Juan Pablo II promulgó su carta apostólica Rosarium Virginis Mariae (es decir, Rosario de la Virgen María), en la que consideró oportuna la incorporación al rosario de los llamados «misterios luminosos».

[...] para resaltar el carácter cristológico del Rosario, considero oportuna una incorporación que, si bien se deja a la libre consideración de los individuos y de la comunidad, les permita contemplar también los misterios de la vida pública de Cristo desde el Bautismo a la Pasión. En efecto, en estos misterios contemplamos aspectos importantes de la persona de Cristo como revelador definitivo de Dios. Él es quien, declarado Hijo predilecto del Padre en el Bautismo en el Jordán, anuncia la llegada del Reino, dando testimonio de él con sus obras y proclamando sus exigencias. Durante la vida pública es cuando el misterio de Cristo se manifiesta de manera especial como misterio de luz: «Mientras estoy en el mundo, soy luz del mundo» (Jn 9, 5).
Para que pueda decirse que el Rosario es más plenamente 'compendio del Evangelio', es conveniente pues que, tras haber recordado la encarnación y la vida oculta de Cristo (misterios de gozo), y antes de considerar los sufrimientos de la pasión (misterios de dolor) y el triunfo de la resurrección (misterios de gloria), la meditación se centre también en algunos momentos particularmente significativos de la vida pública (misterios de luz). Esta incorporación de nuevos misterios, sin prejuzgar ningún aspecto esencial de la estructura tradicional de esta oración, se orienta a hacerla vivir con renovado interés en la espiritualidad cristiana, como verdadera introducción a la profundidad del Corazón de Cristo, abismo de gozo y de luz, de dolor y de gloria.
Juan Pablo II, Carta apostólica Rosarium Virginis Mariae sobre el Santo Rosario, 19

En el mismo documento se sugiere e indica el orden semanal de los mysteria lucis (misterios de la luz o luminosos):

¿Dónde introducir los «misterios de la luz»? Considerando que los misterios gloriosos se proponen seguidos el sábado y el domingo, y que el sábado es tradicionalmente un día de marcado carácter mariano, parece aconsejable trasladar al sábado la segunda meditación semanal de los misterios gozosos, en los cuales la presencia de María es más destacada. Queda así libre el jueves para la meditación de los misterios de la luz.
Juan Pablo II, Carta apostólica Rosarium Virginis Mariae sobre el Santo Rosario, 38

Por lo anterior, los cambios en el rezo del rosario en el presente quedaron de la siguiente manera:
Los católicos tradicionalistas decidieron no incorporar esta nueva forma de rezar el rosario, conservando las 150 avemarías con 15 misterios.[cita requerida]
| Misterios | Días tradicionales                                           | Días actuales        |
| --------- | ------------------------------------------------------------ | -------------------- |
| Gozosos   | Lunes y jueves, y también en el tiempo de Adviento y Navidad | Lunes y sábados      |
| Dolorosos | Martes y Viernes, Semana Mayor                               | Martes y Viernes     |
| Gloriosos | Miércoles, Sábados y Domingos y en el tiempo de Pascua       | Miércoles y Domingos |
| Luminosos | —                                                            | Jueves               |

Los temas de cada misterio son los siguientes:
- Gozosos o de gozo: el anuncio del ángel a la Virgen María, la visitación de María a su prima Isabel, la Natividad del Señor, la presentación del Señor y Encuentro del Señor en el templo.
- Dolorosos o de dolor: la oración del Señor en el huerto de Getsemaní, la flagelación del Señor, la coronación de espinas, el tránsito del Señor con la cruz a cuestas, y la Crucifixión y muerte del Señor en el monte Calvario.
- Gloriosos o de gloria: la resurrección del Señor, la ascensión del Señor, el advenimiento del Espíritu Santo sobre María y los Apóstoles, la asunción de María y la coronación de la Virgen.
- Luminosos o de luz: el bautismo de Jesús en el río Río Jordán, la autorrevelación del Señor en las bodas de Caná, la predicación del Reino de Dios y la Conversión, la  transfiguración del Señor en el Monte Tabor y la institución de la Eucaristía en la Última Cena.

## Formas de rezo

Rosario de dedo, conocido como decenario o incluso dedario. Se trata de un aro metálico con diez cuentas y una cruz.

1. Mientras se sostiene el crucifijo se hace la señal de la cruz y luego se recita el Acto de Contrición.
2. En la primera cuenta grande se recita un padrenuestro.
3. En cada una de las tres siguientes cuentas pequeñas se recita un avemaría.
4. Se recita un gloria antes de la siguiente cuenta grande.
5. Se anuncia el primer misterio del rosario de ese día y se recita un padrenuestro.
6. En cada una de las diez siguientes cuentas pequeñas (una decena) se recita un avemaría mientras se reflexiona en el misterio.
7. Se recita un gloria luego de las diez avemarías. También se puede rezar la oración de Fátima.
8. Cada una de las siguientes decenas es recitada de la misma manera: anunciando el correspondiente misterio, recitando un padrenuestro, diez avemarías y un gloria mientras se medita en el misterio.
9. Cuando se ha concluido el quinto misterio el rosario suele terminarse con el rezo de la Letanía y el Salve Reina.

Existen, además, diversos modos de rezarlo que varían según la forma de meditación, las oraciones que se añaden al rezarlo y hasta la motivación de la oración misma. Así, existe el «rosario misionero» y el «rosario de las familias», entre otros.

## Las quince promesas de la Virgen María
La Iglesia católica señala quince promesas que el beato Alano de la Roca (en francés, Alain de La Roche) declaró recibir de la Virgen María, destinadas a quienes recen devotamente el rosario. Fue Alano de la Roca quien restableció la devoción al rosario enseñada por santo Domingo de Guzmán apenas un siglo antes y olvidada tras su muerte. Las promesas son las siguientes:
1. El que me sirva, rezando diariamente mi Rosario, recibirá cualquier gracia que me pida.
2. Prometo mi especialísima protección y grandes beneficios a los que devotamente recen mi Rosario.
3. El rosario será un fortísimo escudo de defensa contra el infierno, destruirá los vicios, librará de los pecados y exterminará las herejías.
4. El rosario hará germinar las virtudes y también hará que sus devotos obtengan la misericordia divina; sustituirá en el corazón de los hombres el amor del mundo al amor por Dios y los elevarán a desear las cosas celestiales y eternas. ¡Cuántas almas por este medio se santificarán!
5. El alma que se encomiende por el Rosario no perecerá.
6. El que con devoción rezare mi Rosario, considerando misterios, no se verá oprimido por la desgracia, ni morirá muerte desgraciada; se convertirá, si es pecador; perseverará en las gracias si es justo, y en todo caso será admitido a la vida eterna.
7. Los verdaderos devotos de mi Rosario no morirán sin auxilios de la Iglesia.
8. Quiero que todos los devotos de mi Rosario tengan en vida y en muerte la luz y la plenitud de la gracia, y sean partícipes de los méritos de los bienaventurados.
9. Libraré pronto del purgatorio a las almas devotas del rosario.
10. Los hijos verdaderos de mi Rosario gozarán en el cielo una gloria singular.
11. Todo lo que se me pidiere por medio del rosario se alcanzará prontamente.
12. Socorreré en todas sus necesidades a los que propaguen mi rosario.
13. Todos los que recen el rosario tendrán por hermanos en la vida y en la muerte a los bienaventurados del cielo.
14. Los que rezan mi rosario son todos hijos míos muy amados y hermanos de mi Unigénito Jesús.
15. La devoción al santo rosario es una señal manifiesta de predestinación a la gloria.